# Koproduzentenpreis – Prix Eurimages

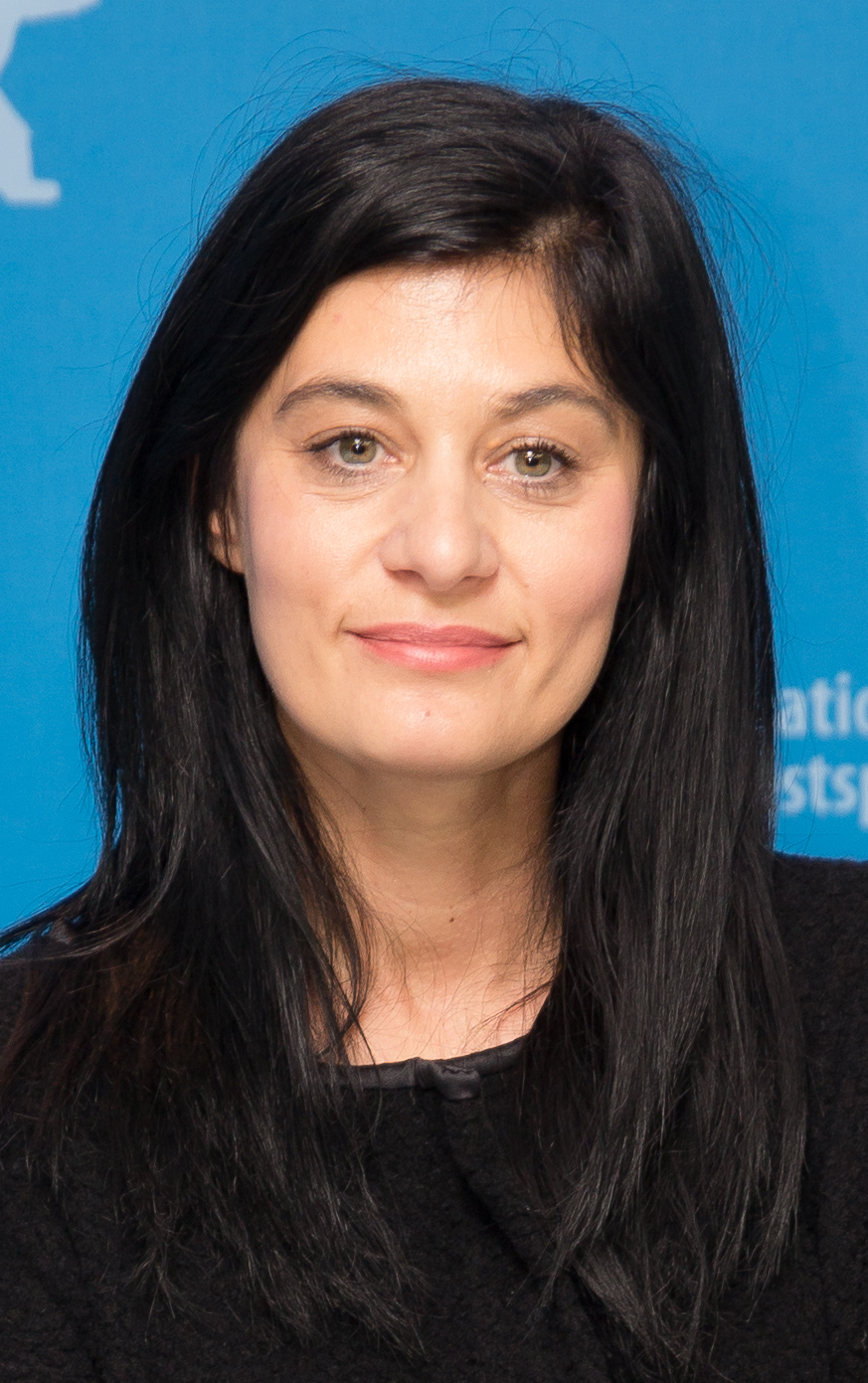
Preisträgerin 2024: Die Nordmazedonierin Labina Mitevska

Der Koproduzentenpreis – Prix Eurimages (englisch: Co-Production Award – Prix Eurimages bzw. Eurimages Co-Production Award) wird seit 2009 im Rahmen des Europäischen Filmpreises verliehen. 

## Hintergrund
Im Jahr 2007 wurde Eurimages, der Filmförderungsfonds des Europarates, Schirmherr der Europäischen Filmakademie (EFA). Damit einher ging die Schaffung einer Auszeichnung, die einen angesehenen Filmproduzenten aus einem in Koproduktion tätigen Eurimages-Mitgliedsstaat ehrt. Mit der Schaffung des Preises soll mehr Aufmerksamkeit auf die entscheidende Rolle der Koproduktion innerhalb der Filmindustrie gelegt werden.
Im Jahr 2020 unterstützte der Eurimages-Vorstand die Europäische Filmakademie bei der Organisation der Preisverleihung mit 70.000 Euro. Zwei Jahre später wurde die Auszeichnung an alle ukrainischen Filmproduzenten verliehen und damit erstmals nicht an eine Einzelperson. Die Preisvergabe galt als Ausdruck der starken Wertschätzung für die wachsende Qualität der ukrainischen Filme in den letzten Jahren und als Zeichen der anhaltenden Unterstützung nach dem russischen Überfall auf das Land, da die Infrastruktur für die Produktionsunterstützung in der Ukraine zusammengebrochen ist.

## Preisträger
| Jahr | Preisträger/-in                            | Land                  |
| 2007 | Margaret Ménégoz Veit Heiduschka           | Frankreich Österreich |
| 2008 | Bettina Brokemper Vibeke Windeløv          | Deutschland Dänemark  |
| 2009 | Diana Elbaum Jani Thiltges                 | Belgien Luxemburg     |
| 2010 | Zeynep Özbatur                             | Türkei                |
| 2011 | Mariela Besuievsky                         | Spanien               |
| 2012 | Helena Danielsson                          | Schweden              |
| 2013 | Ada Solomon                                | Rumänien              |
| 2014 | Ed Guiney                                  | Irland                |
| 2015 | Andrea Occhipinti                          | Italien               |
| 2016 | Leontine Petit                             | Niederlande           |
| 2017 | Cedomir Kolar                              | Frankreich            |
| 2018 | Konstantinos Kontovrakis, Giorgos Karnavas | Griechenland          |
| 2019 | Ankica Jurić Tilić                         | Kroatien              |
| 2020 | Luís Urbano                                | Portugal              |
| 2021 | Maria Ekerhovd                             | Norwegen              |
| 2022 | Alle ukrainische Filmproduzenten           | Ukraine               |
| 2023 | Uljana Kim                                 | Litauen               |
| 2024 | Labina Mitevska                            | Nordmazedonien        |